# جيفري فريدريك (كاتب أغاني)
جيفري فريدريك (بالإنجليزية: Jeffrey Frederick)‏ هو كاتب أغاني أمريكي، ولد في 1950 في ويلمنغتون في الولايات المتحدة، وتوفي في 1997 في بورتلاند في الولايات المتحدة.